# Епархия Мамфе
Епархия Мамфе (лат. Dioecesis Mamfensis) — епархия Римско-Католической церкви с центром в городе Мамфе, Камерун. Епархия Мамфе входит в митрополию Баменды. Кафедральным собором архиепархии Мамфе является церковь святого Иосифа.

## История
9 февраля 1999 года Римский папа Иоанн Павел II издал буллу Alacrem sane curam, которой учредил епархию Мамфе, выделив её из епархий Кумбо.

## Ординарии епархии
- епископ Фрэнсис Теке Лизинге (1999—2014)
- епископ Эндрю Нкеа Фуанья (2014—2019), назначен архиепископом Баменды
- епископ Алоизий Фондонг Абангало (с 22.02.2022 года — по настоящее время).

## Источник
- Annuario Pontificio, Ватикан, 2007
- Булла Alacrem sane curam (лат.)